# Bunny et Claude (film)
Pour plus de détails, voir Fiche technique et Distribution.
Bunny et Claude (titre original : Bunny and Claude (We Rob Carrot Patches)) est un court métrage d'animation américain de la série Looney Tunes mettant en scène Bunny et Claude réalisé par Robert McKimson, sorti en 1968.

## Fiche technique
- Titre : Bunny et Claude
- Titre original : Bunny and Claude (We Rob Carrot Patches)
- Réalisation : Robert McKimson
- Scénario : Cal Howard
- Montage : Hal Geer
- Musique : William Lava
- Producteur : William L. Hendricks
- Sociétés de production : Warner Bros. Cartoons
- Pays d'origine :  États-Unis
- Format : Couleur (Technicolor) — 35 mm — 1,37:1 — Son : Mono
- Genre : Film d'animation, Comédie
- Durée : 6 minutes
- Dates de sortie :
  -  États-Unis :  9 novembre 1968

## Distribution
- Mel Blanc : Claude / le Shérif / le magasinier (voix)
- Pat Woodell : Bunny (voix)